# Науково-технічна бібліотека Національного університету «Полтавська політехніка імені Юрія Кондратюка»
Науково-технічна бібліотека Національного університету «Полтавська політехніка імені Юрія Кондратюка» (НТБ НУПП) — бібліотека вищого навчального закладу Полтавського регіону в Україні.

## Структура
- Дирекція

Відділи НТБ
- Відділ комплектування та наукової обробки документів
- Відділ зберігання фондів
- Інформаційно-бібліографічний відділ
- Відділ обслуговування читачів
  - Абонементи
    - Абонемент наукової літератури
    - Абонемент навчальної літератури
    - Абонемент художньої літератури
    - Абонемент на архітектурному факультеті
    - Абонемент у навчально-методичному центрі дистанційної та післядипломної освіти

  - Читальні зали
    - Універсальна читальна зала
    - Зала електронних ресурсів
    - Читальна зала економічної та юридичної літератури
    - Читальна зала нормативно-технічної літератури
- Науково-методичний відділ
- Відділ інформаційних технологій та комп'ютерного забезпечення діяльності бібліотеки